# Фардекан
Фардекан (перс. فردقان) — село в Ірані, у дегестані Хенеджін, в Центральному бахші, шахрестані Коміджан остану Марказі. За даними перепису 2006 року, його населення становило 473 особи, що проживали у складі 115 сімей.

## Клімат
Середня річна температура становить 12,19°C, середня максимальна – 31,66°C, а середня мінімальна – -10,23°C. Середня річна кількість опадів – 265 мм.
| Клімат поселення                              | Клімат поселення | Клімат поселення | Клімат поселення | Клімат поселення | Клімат поселення | Клімат поселення | Клімат поселення | Клімат поселення | Клімат поселення | Клімат поселення | Клімат поселення | Клімат поселення | Клімат поселення |
| Показник                                      | Січ.             | Лют.             | Бер.             | Квіт.            | Трав.            | Черв.            | Лип.             | Серп.            | Вер.             | Жовт.            | Лист.            | Груд.            |                  |
| Середній максимум, °C                         | 6,62             | 8,41             | 13,42            | 19,76            | 24,22            | 30,48            | 31,66            | 30,55            | 26,07            | 20,26            | 13,09            | 7,37             |                  |
| Середня температура, °C                       | −1,8             | −0,01            | 4,99             | 11,32            | 15,79            | 22,07            | 25,81            | 24,70            | 20,22            | 14,41            | 7,24             | 1,51             |                  |
| Середній мінімум, °C                          | −10,23           | −8,44            | −3,43            | 2,90             | 7,38             | 13,64            | 19,95            | 18,84            | 14,36            | 8,55             | 1,38             | −4,32            |                  |
| Норма опадів, мм                              | 38               | 35               | 47               | 37               | 31               | 5                | 1                | 1                | 0                | 10               | 23               | 37               |                  |
| Середньомісячна швидкість вітру, м/с          | 1.98             | 2.08             | 3.14             | 3.26             | 2.71             | 2.56             | 2.68             | 2.46             | 2.28             | 2.23             | 1.90             | 1.31             |                  |
| Середньомісячна сонячна радіація, кДж/м²·день | 8790             | 11917            | 14480            | 17999            | 22122            | 26714            | 25998            | 23874            | 20540            | 15030            | 10804            | 8767             |                  |
| --------------------------------------------- | ---------------- | ---------------- | ---------------- | ---------------- | ---------------- | ---------------- | ---------------- | ---------------- | ---------------- | ---------------- | ---------------- | ---------------- | ---------------- |
| Джерело:                                      |                  |                  |                  |                  |                  |                  |                  |                  |                  |                  |                  |                  |                  |